# パリが恋するとき
『パリが恋するとき』（A New Kind of Love）は1963年のアメリカ合衆国の映画。出演はポール・ニューマンなど。

## ストーリー
記者のスティーブはパリ行きの飛行機の中でバイヤーのサマンサと出会う。
その後、二人は様々なところで顔を合わせ、互いに興味を持つ。
聖カテリーヌの日、サマンサは同行者たちとともに酔いに任せて教会でいい男に会えるよう祈りをささげる。
翌日より、サマンサはそれまでの態度を改める。再会したスティーブは彼女が貴族の女性だと勘違いし、彼女の冗談を真に受けて記事を書いてしまう。
最終的に、二人は互いの正体を知るも、晴れて結ばれる。

## キャスト
※括弧内は日本語吹替（初回放送1973年5月20日『サンデー洋画劇場』）
- アルフレッド：ポール・ニューマン（羽佐間道夫）
- サマンサ：ジョアン・ウッドワード（林洋子）
- レーナ：セルマ・リッター
- フェリシエンヌ：エヴァ・ガボール
- 本人：モーリス・シュヴァリエ

## スタッフ
- 監督・製作・脚本：メルヴィル・シェイヴルソン
- 撮影：ダニエル・L・ファップ
- 音楽：リース・スティーヴンス、エロール・ガーナー
- 主題歌：フランク・シナトラ「You Brought a New Kind of Love to Me」